# Gordon McLeod (basket-ball)
Pour les articles homonymes, voir MacLeod et Gordon McLeod.
Gordon McLeod, né le 7 novembre 1956, à Wollongong, en Australie, est un joueur et entraîneur australien de basket-ball. Il évolue durant sa carrière au poste de meneur.